# Saueaugu
Saueaugu – wieś w Estonii, w prowincji Järva, w gminie Türi.